# طلال النجار
طلال النجار (1953 - 22 فبراير/شباط 2022)، هو لاعب أولمبي لرياضة رفع أثقال سوري، شغل منصب نائب رئيس الاتحاد العربي السوري لرفع الأثقال، حاز على أكثر من خمسين ميدالية ما بين ذهبية وفضية وبرونزية. ويُعد أحد أساطير رياضة رفع الأثقال عربياً وآسيوياً.

## بدايته
من مواليد عام 1953 في مدينة حمص بدأ بممارسة الرياضة سنة 1969 في نادي «المضرية» في حمص، والذي كان مختصا بألعاب القوى والمصارعة والأثقال وبناء الأجسام، ولعب لمدة عام في بناء الأجسام، ثم انتقل للعب رفع الأثقال. ومثل محافظة حمص في مسابقات رفع الأثقال وأحرزعام 1973 بطولة الجمهورية بالوزن الثقيل، وبعدها شارك في بطولات محلية وخارجية وحصل عام 1974 على المركز الأول في البطولة العربية بـ«بيروت»، وحصدت ثلاث ميداليات ذهبية في الخطف والنتر والمجموع. وفي العام التالي 1975 التحقت بخدمة العلم بعد إحرازه المركز الأول في بطولة الجمهورية.

## بطولاته
- أحرز في عام 1973 بطولة الجمهورية بالوزن الثقيل، ليسيطر بعدها على جميع البطولات المحلية حتى اعتزاله عام 1987.
- ثلاث ميداليات ذهبية في البطولة العربية في لبنان 1974، وهي أولى المشاركات الخارجية.
- ثلاث ميدليات ذهبية في الدورة الرياضية العربية في دمشق 1976.
- أحرز المركز الأول في البطولة العربية بليبيا، وحصد ثلاث ميداليات ذهبية، عام 1978.
- ثلاث ميداليات فضية في بطولة العالم العسكرية،1978.
- حصد ميداليتين ذهبيتين في الخطف وفي المجموع في دورة الألعاب الآسيوية الثامنة ببانكوك.
- عام 1979 انتقل لوزن فوق الثقيل وحصل على المركز الأول ببطولة البحر المتوسط وحصد ثلاث ذهبيات.
- أحرز المركز الأول وحصل على ثلاث ذهبيات عام 1980 بطولة آسيا في مدينة «ناغويا» باليابان.
- أحرز ميداليتين ذهبيتين وواحدة برونزية، في دورة الألعاب الآسيوية في نيودلهي بالهند، عام 1982.[3]
- ثلاث ميداليات ذهبية في البطولة الآسيوية في دمشق عام 1983.
- ميدالية ذهبية في دورة ألعاب البحر الأبيض المتوسط في المغرب، 1983.
- أحرز بطولة الدورة العربية السادسة التي أقيمت في المغرب، وحصد ثلاث ميداليات ذهبية، 1985.
- أحرز ثلاث برونزيات في دورة ألعاب المتوسط التي أقيمت في اللاذقية عام 1987 وهي آخر مشاركات له.

## اعتزاله
اعتزل اللعب في عام 1987، بعد مشاركته بدورة البحر المتوسط التي أقيمت في «اللاذقية»، وبعدها التقى في مقابلة ثالثة مع الرئيس حافظ الأسد وتم تكريمه مع كل أفراد البعثة السورية المتوجة بالميداليات. وفي عام 1989 استلم رئاسة اللجنة الفنية لرفع الأثقال بـ«حمص»، كما درّب لاعبي المنتخب الوطني لرفع الأثقال في عام 2002، وتسلم مهمة إداري المنتخب في العام 2001، ومهمة نائب رئيس الاتحاد السوري لرياضة رفع الأثقال من عام 2000 حتى 2003، بالإضافة إلى ترؤسه في تلك الفترة لجنة التدريب العليا، نظم خلالها العديد من الدورات التدريبية للمدربين الجدد.

## تكريمه
تم تكريمه من الرئيس حافظ الأسد ثلاث مرات لإنجازاته المتكررة، كما كُرّم عدة مرات من الاتحاد الرياضي العام، وفي سنة 1979 بعد النتائج الجيدة التي حققتها كرمته المنظمات الشعبية في «حمص» بحفل حيث قُدم له العديد من الهدايا التكريمية القيمة.[بحاجة لمصدر]

## وفاته
توفي طلال في 22 فبراير/شباط 2022 ميلاديًا الموافق 21 رجب 1443 هجريًا، عن عمرٍ ناهز 69 عامًا.

## وصلات خارجية
- طلال النجار على موقع اللجنة الأولمبية الدولية (الإنجليزية)
- طلال النجار على موقع أوليمبيديا (الإنجليزية)